# Quemerford
Quemerford – wieś w Anglii, w hrabstwie Wiltshire. Leży 42 km na północ od miasta Salisbury i 130 km na zachód od Londynu.